# Misr
Das arabische Wort Misr (arabisch مصر, DMG miṣr) hat mehrere Bedeutungen. Zum einen ist es der arabische Eigenname für Ägypten und seine Hauptstadt Kairo (beziehungsweise vor dessen Gründung Fustāt), zum anderen sind mit diesem Begriff die Lagerstädte bezeichnet worden, die die Araber während der frühen islamischen Expansion außerhalb der arabischen Halbinsel gründeten, sowie, im späteren Sprachgebrauch, alle größeren Städte in den von den Muslimen eroberten Ländern.

## Als arabische Bezeichnung für Ägypten
Die arabische Bezeichnung Misr für Ägypten geht nach der islamischen Überlieferung auf einen Sohn bzw. Enkel von Ham zurück, der eine entscheidende Rolle bei der Neubesiedlung Ägyptens nach der Sintflut spielte. Er entspricht damit dem biblischen Mizraim, der nach Genesis 10:6 ein Sohn Hams war und Ägypten seinen hebräischen Namen gab. In den meisten arabischen Berichten über das alte Ägypten ist allerdings Misr nicht der Sohn Hams, sondern sein Enkel durch seinen Sohn Baisar. Dieser Baisar wird im biblischen Bericht nicht erwähnt.
Nach dem Bericht von Ibn ʿAbd al-Hakam war Baisar derjenige, der sich als erster nach der Sintflut in Ägypten niederließ. Dabei spielte sein ältester Sohn Misr jedoch eine wichtige Rolle, denn er führte seinen Vater und dessen andere Söhne in das Land. Die Familie ließ sich zunächst in Memphis nieder. Nach Baisars Tod trat Misr dessen Nachfolge als Herrscher von Ägypten an und teilte das Land unter seinen vier Söhnen Qibt, Aschmūn, Atrīb und Sā auf. Nach Misrs Tod folgte ihm Qibt als Herrscher über Ägypten nach.
Auch in anderen Sprachen leitet sich der Name für das Land ab, z. B. im Türkischen Mısır.

## Als Bezeichnung für eine arabische Militärsiedlung
Als Bezeichnung für ein an der Grenze des eigenen Territoriums gegründetes Militärlager ist das Wort misr (der Plural lautet amsār / أمصار / amṣār) semitischen Ursprungs. So gibt es im Akkadischen das Wort miṣru, das die Bedeutung von „Grenze, Grenzmarkierung, Gebiet“ hat, und im jüdischen Aramäisch bezeichnen die Wörter miṣr, meṣrānā ein exakt abgegrenztes Territorium.
Von seiner Funktion und Struktur her weist die Institution des Misr viele Ähnlichkeiten mit der Colonia im Römischen Reich auf. Wie sie diente der Misr als Basis für weitere Eroberungen. Arabische Militärlager dieses Typs wurden häufig in der Nähe einer älteren Stadt aus antiker oder byzantinischer Periode angelegt und hatten meistens eine rechteckige Form. Muslime hatten die Pflicht, sich in eines dieser Militärlager zu begeben und an den Eroberungszügen teilzunehmen, sonst galten sie nicht als vollwertige Muslime.
Viele Amsār blieben keine einfachen Militärlager, sondern entwickelten sich zu vollwertigen urbanen und administrativen Zentren. Eine derartige Entwicklung nahmen insbesondere die beiden im Irak gegründeten Militärlager Kufa und Basra, die als „die beiden Misrs“ (al-miṣrān) schlechthin galten, aber auch Fustāt und Qairawān in Nordafrika.

## Als Bezeichnung für eine islamische Stadt
Im Laufe der folgenden Jahrhunderte wurde der Begriff misr im Arabischen zur allgemeinen Bezeichnung für große Städte mit einer überregionalen Bedeutung. Mit dem Zusatz al-ǧāmiʿ („allumfassend“) erhielt der Begriff auch eine terminologische Funktion im islamischen Recht. Die Hanafiten meinten, dass das Freitagsgebet nur in einer solchen Stadt Gültigkeit erlange, die die Kriterien eines miṣr ǧāmiʿ erfülle. Hierbei wurden die Kriterien für einen solchen miṣr ǧāmiʿ sehr unterschiedlich angegeben. Der ägyptische Gelehrte az-Zailaʿī (st. 1342) gab dazu folgende Definition: „Es ist ein Ort, in dem es alle Arten von Handwerker gibt, an dem es alle Dinge gibt, die die Menschen zum Leben brauchen, und wo es einen Rechtsgelehrten, einen Mufti und einen Qādī gibt, der die Hadd-Strafen verhängt.“